# Вайнер, Лазарь
Лазарь Вайнер (1897, Черкассы — 1982) — американский еврейский композитор, музыкальный педагог, дирижёр, пианист.

## Биография
Родился в Черкассах, с детства отличался музыкальным талантом, ещё будучи подростком, пел в хоре крупнейшей синагоге Киева — синагоге Бродского, затем в хоре Киевского театра оперы. Учился в Киевской консерватории.
В 1914 году его семья уезжает в Америку. Лазарь Вайнер начинает писать музыку, занимается еврейской музыкой, в том числе интерпретацией народной музыки средствами западной музыкальной культуры. Становится музыкальным руководителем одной из главных реформистских синагог Нью-Йорка на Манхеттене. Преподает в Школе духовной музыки.
Среди его учеников — кантор синагоги «Темпль Исраэль» Роберт Абельсон и другие.
Занимался аранжировкой известных музыкальных произведений, например, Токкаты, адажио и фуги до мажор Иоганна Себастьяна Баха (известна запись данной обработки ГАСО СССР под управлением Гинзбурга)
Сын — композитор Иегуди Вайнер.

## Дискография
- Lazar Weiner: The Art of Yiddish Song (2006)